# Révész Bulcsú
Révész Bulcsú (Budapest, 2007. január 1. –) magyar snookerjátékos.

## A kezdetek
8 évesen kezdett snookerezni Budapesten, és rövid időn belül Varga Péter vette a szárnyai alá. 12 évesen lett magyar bajnok minden korosztályban, ezután Európa- és világbajnokságokon mutatta meg tehetségét. 
Az évente megrendezett Magyar Snooker Gálákon legendás világbajnokok ellen játszhatott, mint például Shaun Murphy, Ronnie O’Sullivan, Mark Allen, Judd Trump, John Higgins, Jimmy White, Neil Robertson, Steve Davis és Mark J. Williams. 
2024 februárjában megnyerte a WSF junior világbajnokságot, és ezzel kétéves kártyát szerzett a World Snooker Touron, amely a 2024–25-ös snookerszezontól kezdődik. Ez az eredmény Magyarország számára hatalmas sporttörténeti siker.

## Karrier
Révész 2019-ben tizenkét évesen a 16 közé jutott az EBSA European 6 Reds versenyén. Ezután bejutott az EBSA European Snooker Open negyeddöntőjébe, ahol kikapott a végső győztes izlandi Kristján Helgasontól. Abban az évben második lett az U16-os Európa-bajnokságon és az U16-os világbajnokságon, az U21-es világbajnokságon pedig harmadik helyen végzett.

### 2022/23-as szezon
2022 augusztusában Liam Davies legyőzte a 16 éven aluliak nyílt világbajnokságán.
2023 márciusában a 18 éven aluliak snooker-Európa-bajnoka lett, legyőzve Liam Pullent a 2023-as EBSA snooker-Európa-bajnokság döntőjében Máltán.

### 2023/24-es szezon
2023 novemberében Révész 6-3-ra kikapott a profi Hammad Miah ellen a 2023-as UK Championship selejtezőjében. A meccs során azonban elérte a 147-es teljes clearance-t, ami a legmagasabb breaket jelentette egy nemzetközi versenyen. A 2023-as Snooker Shoot Outon a korábbi világbajnok Shaun Murphyvel találkozott, Murphy pedig megszerezte a verseny történetének első 147-es maximális breakjét.
A 2024 februárjában Albániában megrendezett WSF Junior Snooker Championshipen Révész a döntőben 5-3-ra legyőzte a kínai Gong Chenzhit. Ezzel a győzelemmel kétéves helyet kapott a World Snooker Touron a 2024–25-ös snooker szezonban.  Ezzel ő az első profi magyar snooker játékos.

## Fordítás
Ez a szócikk részben vagy egészben  a   Bulcsú Révész című angol Wikipédia-szócikk ezen változatának fordításán alapul.  Az eredeti cikk szerkesztőit annak laptörténete sorolja fel. Ez a jelzés csupán a megfogalmazás eredetét és a szerzői jogokat jelzi, nem szolgál a cikkben szereplő információk forrásmegjelöléseként.